# Ligue des champions de l'AFC 2017
Navigation
Édition précédente Édition suivante
La Ligue des champions de l'AFC 2017 est la 36e édition de la plus prestigieuse des compétitions inter-clubs asiatiques, la 15e sous le nom de Ligue des champions. Elle oppose les meilleurs clubs d'Asie qui se sont illustrés dans leurs championnats respectifs la saison précédente. Le vainqueur de cette compétition participe à la Coupe du monde des clubs 2017.

## Participants
La confédération asiatique a d’abord défini des critères que les associations membres doivent respecter pour pouvoir envoyer leurs clubs dans la compétition continentale. Ces critères reposent notamment sur la professionnalisation des clubs, l'état des stades et des infrastructures, l’organisation du championnat local et l'affluence. Selon le degré de respect de ces critères, l'AFC accorde un nombre précis de places aux associations, qui peut aller de quatre places qualificatives pour la phase de groupes et/ou les barrages à aucune si les critères ne sont atteints en aucun point. L'Indonésie, l'Irak, Oman, le Liban, les Philippines et la Syrie sont exclus de la compétition pour n'avoir pas rempli les exigences de l'AFC tandis que le Koweït voit leur participation être annulée à la suite de la suspension de sa fédération.
Onze fédérations obtiennent une ou plusieurs places en phase de groupes. L'AFC conserve le format des barrages sur trois tours instauré en 2014, permettant à de nombreuses fédérations de pouvoir qualifier des équipes par le biais de leur championnat. Il y a ainsi 47 clubs issus de 19 pays inscrits à cette édition 2017 de la Ligue des champions.
Le classement final de l'association utilisé pour déterminer l'attribution des créneaux horaires a été publié le 27 novembre 2016, à l'issue de la Ligue des champions et de la Coupe de l'AFC 2016.
| Participation pour la Ligue des champions de l'AFC 2017 | Participation pour la Ligue des champions de l'AFC 2017 |
| ------------------------------------------------------- | ------------------------------------------------------- |
|                                                         | Remplit les critères de participation                   |
|                                                         | Ne remplit pas les critères de participation            |

| Rang  | Rang  | Fédération membre             | Points | Places           | Places  | Places  |
| Rang  | Rang  | Fédération membre             | Points | Phase de groupes | Barrage | Barrage |
| Zone  | Asie  | Fédération membre             | Points | Phase de groupes | Barrage | 2e tour |
| ----- | ----- | ----------------------------- | ------ | ---------------- | ------- | ------- |
| 1     | 2     | Émirats arabes unis           | 87.555 | 3                | 1       | 0       |
| 2     | 3     | Arabie saoudite               | 84.698 | 3                | 1       | 0       |
| 3     | 4     | Iran                          | 78.908 | 3                | 1       | 0       |
| 4     | 5     | Qatar                         | 78.171 | 2                | 2       | 0       |
| 5     | 9     | Ouzbékistan                   | 56.876 | 1                | 1       | 1       |
| 6     | 10    | Irak                          | 37.240 | 0                | 0       | 0       |
| 7     | 11    | Koweït (suspendu par la FIFA) | 36.457 | 0                | 0       | 0       |
| 8     | 13    | Syrie                         | 34.257 | 0                | 0       | 0       |
| 9     | 15    | Jordanie                      | 31.213 | 0                | 0       | 1       |
| 10    | 18    | Inde                          | 27.930 | 0                | 0       | 1       |
| 11    | 19    | Bahreïn                       | 27.353 | 0                | 0       | 1       |
| 12    | 20    | Liban                         | 22.077 | 0                | 0       | 0       |
| Total | Total | Total                         | Total  | 12               | 6       | 4       |
| Total | Total | Total                         | Total  | 12               | 10      |         |
| Total | Total | Total                         | Total  | 22               |         |         |

| Rang  | Rang  | Fédération membre | Points | Places           | Places  | Places  | Places   |
| Rang  | Rang  | Fédération membre | Points | Phase de groupes | Barrage | Barrage | Barrage  |
| Zone  | Asie  | Fédération membre | Points | Phase de groupes | Barrage | 2e tour | 1er tour |
| ----- | ----- | ----------------- | ------ | ---------------- | ------- | ------- | -------- |
| 1     | 1     | Corée du Sud      | 96.311 | 3                | 1       | 0       | 0        |
| 2     | 6     | Japon             | 75.807 | 3                | 1       | 0       | 0        |
| 3     | 7     | Chine             | 72.719 | 2                | 2       | 0       | 0        |
| 4     | 8     | Australie         | 72.599 | 2                | 0       | 1       | 0        |
| 5     | 12    | Thaïlande         | 34.753 | 1                | 0       | 2       | 0        |
| 6     | 14    | Hong Kong         | 31.797 | 1                | 0       | 1       | 0        |
| 7     | 16    | Viêt Nam          | 29.273 | 0                | 0       | 1       | 0        |
| 8     | 17    | Malaisie          | 28.865 | 0                | 0       | 1       | 0        |
| 9     | 21    | Indonésie         | 20.372 | 0                | 0       | 0       | 0        |
| 10    | 24    | Myanmar           | 17.220 | 0                | 0       | 1       | 0        |
| 11    | 25    | Philippines       | 17.188 | 0                | 0       | 0       | 1        |
| 12    | 25    | Singapour         | 13.664 | 0                | 0       | 0       | 1        |
| Total | Total | Total             | Total  | 12               | 4       | 7       | 2        |
| Total | Total | Total             | Total  | 12               | 13      |         |          |
| Total | Total | Total             | Total  | 12               | 25      |         |          |

| Asie de l'ouest | Asie de l'ouest | Asie de l'ouest | Asie de l'ouest | Asie de l'ouest | Asie de l'ouest | Asie de l'ouest | Asie de l'ouest | Asie de l'est | Asie de l'est | Asie de l'est | Asie de l'est | Asie de l'est | Asie de l'est | Asie de l'est | Asie de l'est |
| Phase de groupes | Phase de groupes | Phase de groupes | Phase de groupes | Phase de groupes | Phase de groupes | Phase de groupes | Phase de groupes | Phase de groupes | Phase de groupes | Phase de groupes | Phase de groupes | Phase de groupes | Phase de groupes | Phase de groupes | Phase de groupes |
| --- | --- | --- | --- | --- | --- | --- | --- | --- | --- | --- | --- | --- | --- | --- | --- |
| - Al-Ahli Champion des Émirats arabes unis en 2015-2016 - Al-Jazira Vainqueur de la coupe des Émirats arabes unis 2016 - Al-Ain 2e des Émirats arabes unis en 2015-2016 - Al-Ahli Champion d'Arabie saoudite et vainqueur de la coupe du Roi 2016 en 2015-2016 - Al-Hilal 2e d'Arabie saoudite en 2015-2016 - Al-Taawoun 4e d'Arabie saoudite en 2015-2016 - Esteghlal Khuzestan Champion d'Iran en 2015-2016 - Zob Ahan Vainqueur de la coupe d'Iran 2016 - Persépolis Téhéran 2e d'Iran en 2015-2016 - Al-Rayyan Champion du Qatar en 2015-2016 - Lekhwiya Vainqueur de la Coupe de l'Émir de Qatar 2016 - Lokomotiv Tachkent Champion d'Ouzbékistan et vainqueur de la coupe d'Ouzbékistan en 2016 | - Al-Ahli Champion des Émirats arabes unis en 2015-2016 - Al-Jazira Vainqueur de la coupe des Émirats arabes unis 2016 - Al-Ain 2e des Émirats arabes unis en 2015-2016 - Al-Ahli Champion d'Arabie saoudite et vainqueur de la coupe du Roi 2016 en 2015-2016 - Al-Hilal 2e d'Arabie saoudite en 2015-2016 - Al-Taawoun 4e d'Arabie saoudite en 2015-2016 - Esteghlal Khuzestan Champion d'Iran en 2015-2016 - Zob Ahan Vainqueur de la coupe d'Iran 2016 - Persépolis Téhéran 2e d'Iran en 2015-2016 - Al-Rayyan Champion du Qatar en 2015-2016 - Lekhwiya Vainqueur de la Coupe de l'Émir de Qatar 2016 - Lokomotiv Tachkent Champion d'Ouzbékistan et vainqueur de la coupe d'Ouzbékistan en 2016 | - Al-Ahli Champion des Émirats arabes unis en 2015-2016 - Al-Jazira Vainqueur de la coupe des Émirats arabes unis 2016 - Al-Ain 2e des Émirats arabes unis en 2015-2016 - Al-Ahli Champion d'Arabie saoudite et vainqueur de la coupe du Roi 2016 en 2015-2016 - Al-Hilal 2e d'Arabie saoudite en 2015-2016 - Al-Taawoun 4e d'Arabie saoudite en 2015-2016 - Esteghlal Khuzestan Champion d'Iran en 2015-2016 - Zob Ahan Vainqueur de la coupe d'Iran 2016 - Persépolis Téhéran 2e d'Iran en 2015-2016 - Al-Rayyan Champion du Qatar en 2015-2016 - Lekhwiya Vainqueur de la Coupe de l'Émir de Qatar 2016 - Lokomotiv Tachkent Champion d'Ouzbékistan et vainqueur de la coupe d'Ouzbékistan en 2016 | - Al-Ahli Champion des Émirats arabes unis en 2015-2016 - Al-Jazira Vainqueur de la coupe des Émirats arabes unis 2016 - Al-Ain 2e des Émirats arabes unis en 2015-2016 - Al-Ahli Champion d'Arabie saoudite et vainqueur de la coupe du Roi 2016 en 2015-2016 - Al-Hilal 2e d'Arabie saoudite en 2015-2016 - Al-Taawoun 4e d'Arabie saoudite en 2015-2016 - Esteghlal Khuzestan Champion d'Iran en 2015-2016 - Zob Ahan Vainqueur de la coupe d'Iran 2016 - Persépolis Téhéran 2e d'Iran en 2015-2016 - Al-Rayyan Champion du Qatar en 2015-2016 - Lekhwiya Vainqueur de la Coupe de l'Émir de Qatar 2016 - Lokomotiv Tachkent Champion d'Ouzbékistan et vainqueur de la coupe d'Ouzbékistan en 2016 | - Al-Ahli Champion des Émirats arabes unis en 2015-2016 - Al-Jazira Vainqueur de la coupe des Émirats arabes unis 2016 - Al-Ain 2e des Émirats arabes unis en 2015-2016 - Al-Ahli Champion d'Arabie saoudite et vainqueur de la coupe du Roi 2016 en 2015-2016 - Al-Hilal 2e d'Arabie saoudite en 2015-2016 - Al-Taawoun 4e d'Arabie saoudite en 2015-2016 - Esteghlal Khuzestan Champion d'Iran en 2015-2016 - Zob Ahan Vainqueur de la coupe d'Iran 2016 - Persépolis Téhéran 2e d'Iran en 2015-2016 - Al-Rayyan Champion du Qatar en 2015-2016 - Lekhwiya Vainqueur de la Coupe de l'Émir de Qatar 2016 - Lokomotiv Tachkent Champion d'Ouzbékistan et vainqueur de la coupe d'Ouzbékistan en 2016 | - Al-Ahli Champion des Émirats arabes unis en 2015-2016 - Al-Jazira Vainqueur de la coupe des Émirats arabes unis 2016 - Al-Ain 2e des Émirats arabes unis en 2015-2016 - Al-Ahli Champion d'Arabie saoudite et vainqueur de la coupe du Roi 2016 en 2015-2016 - Al-Hilal 2e d'Arabie saoudite en 2015-2016 - Al-Taawoun 4e d'Arabie saoudite en 2015-2016 - Esteghlal Khuzestan Champion d'Iran en 2015-2016 - Zob Ahan Vainqueur de la coupe d'Iran 2016 - Persépolis Téhéran 2e d'Iran en 2015-2016 - Al-Rayyan Champion du Qatar en 2015-2016 - Lekhwiya Vainqueur de la Coupe de l'Émir de Qatar 2016 - Lokomotiv Tachkent Champion d'Ouzbékistan et vainqueur de la coupe d'Ouzbékistan en 2016 | - Al-Ahli Champion des Émirats arabes unis en 2015-2016 - Al-Jazira Vainqueur de la coupe des Émirats arabes unis 2016 - Al-Ain 2e des Émirats arabes unis en 2015-2016 - Al-Ahli Champion d'Arabie saoudite et vainqueur de la coupe du Roi 2016 en 2015-2016 - Al-Hilal 2e d'Arabie saoudite en 2015-2016 - Al-Taawoun 4e d'Arabie saoudite en 2015-2016 - Esteghlal Khuzestan Champion d'Iran en 2015-2016 - Zob Ahan Vainqueur de la coupe d'Iran 2016 - Persépolis Téhéran 2e d'Iran en 2015-2016 - Al-Rayyan Champion du Qatar en 2015-2016 - Lekhwiya Vainqueur de la Coupe de l'Émir de Qatar 2016 - Lokomotiv Tachkent Champion d'Ouzbékistan et vainqueur de la coupe d'Ouzbékistan en 2016 | - Al-Ahli Champion des Émirats arabes unis en 2015-2016 - Al-Jazira Vainqueur de la coupe des Émirats arabes unis 2016 - Al-Ain 2e des Émirats arabes unis en 2015-2016 - Al-Ahli Champion d'Arabie saoudite et vainqueur de la coupe du Roi 2016 en 2015-2016 - Al-Hilal 2e d'Arabie saoudite en 2015-2016 - Al-Taawoun 4e d'Arabie saoudite en 2015-2016 - Esteghlal Khuzestan Champion d'Iran en 2015-2016 - Zob Ahan Vainqueur de la coupe d'Iran 2016 - Persépolis Téhéran 2e d'Iran en 2015-2016 - Al-Rayyan Champion du Qatar en 2015-2016 - Lekhwiya Vainqueur de la Coupe de l'Émir de Qatar 2016 - Lokomotiv Tachkent Champion d'Ouzbékistan et vainqueur de la coupe d'Ouzbékistan en 2016 | - FC Séoul Champion de Corée du Sud en 2016 - Suwon Samsung Bluewings Vainqueur de la coupe de Corée du Sud 2016 - Jeju United 3e de Corée du Sud en 2016 - Kashima Antlers Champion du Japon en 2016 et Vainqueur de la coupe du Japon 2016 - Urawa Red Diamonds 2e du Japon en 2016 - Kawasaki Frontale 3e du Japon en 2016 - Guangzhou Evergrande Champion de Chine et Vainqueur de la coupe de Chine en 2016 - Jiangsu Suning 2e du Chine en 2016 - Adélaïde United 1er de la saison régulière d'Australie en 2015-2016 - Western Sydney Wanderers Second de la saison régulière d'Australie en 2015-2016 - Muangthong United Champion de Thaïlande en 2016 - Eastern AA Champion de Hong Kong en 2015-2016 | - FC Séoul Champion de Corée du Sud en 2016 - Suwon Samsung Bluewings Vainqueur de la coupe de Corée du Sud 2016 - Jeju United 3e de Corée du Sud en 2016 - Kashima Antlers Champion du Japon en 2016 et Vainqueur de la coupe du Japon 2016 - Urawa Red Diamonds 2e du Japon en 2016 - Kawasaki Frontale 3e du Japon en 2016 - Guangzhou Evergrande Champion de Chine et Vainqueur de la coupe de Chine en 2016 - Jiangsu Suning 2e du Chine en 2016 - Adélaïde United 1er de la saison régulière d'Australie en 2015-2016 - Western Sydney Wanderers Second de la saison régulière d'Australie en 2015-2016 - Muangthong United Champion de Thaïlande en 2016 - Eastern AA Champion de Hong Kong en 2015-2016 | - FC Séoul Champion de Corée du Sud en 2016 - Suwon Samsung Bluewings Vainqueur de la coupe de Corée du Sud 2016 - Jeju United 3e de Corée du Sud en 2016 - Kashima Antlers Champion du Japon en 2016 et Vainqueur de la coupe du Japon 2016 - Urawa Red Diamonds 2e du Japon en 2016 - Kawasaki Frontale 3e du Japon en 2016 - Guangzhou Evergrande Champion de Chine et Vainqueur de la coupe de Chine en 2016 - Jiangsu Suning 2e du Chine en 2016 - Adélaïde United 1er de la saison régulière d'Australie en 2015-2016 - Western Sydney Wanderers Second de la saison régulière d'Australie en 2015-2016 - Muangthong United Champion de Thaïlande en 2016 - Eastern AA Champion de Hong Kong en 2015-2016 | - FC Séoul Champion de Corée du Sud en 2016 - Suwon Samsung Bluewings Vainqueur de la coupe de Corée du Sud 2016 - Jeju United 3e de Corée du Sud en 2016 - Kashima Antlers Champion du Japon en 2016 et Vainqueur de la coupe du Japon 2016 - Urawa Red Diamonds 2e du Japon en 2016 - Kawasaki Frontale 3e du Japon en 2016 - Guangzhou Evergrande Champion de Chine et Vainqueur de la coupe de Chine en 2016 - Jiangsu Suning 2e du Chine en 2016 - Adélaïde United 1er de la saison régulière d'Australie en 2015-2016 - Western Sydney Wanderers Second de la saison régulière d'Australie en 2015-2016 - Muangthong United Champion de Thaïlande en 2016 - Eastern AA Champion de Hong Kong en 2015-2016 | - FC Séoul Champion de Corée du Sud en 2016 - Suwon Samsung Bluewings Vainqueur de la coupe de Corée du Sud 2016 - Jeju United 3e de Corée du Sud en 2016 - Kashima Antlers Champion du Japon en 2016 et Vainqueur de la coupe du Japon 2016 - Urawa Red Diamonds 2e du Japon en 2016 - Kawasaki Frontale 3e du Japon en 2016 - Guangzhou Evergrande Champion de Chine et Vainqueur de la coupe de Chine en 2016 - Jiangsu Suning 2e du Chine en 2016 - Adélaïde United 1er de la saison régulière d'Australie en 2015-2016 - Western Sydney Wanderers Second de la saison régulière d'Australie en 2015-2016 - Muangthong United Champion de Thaïlande en 2016 - Eastern AA Champion de Hong Kong en 2015-2016 | - FC Séoul Champion de Corée du Sud en 2016 - Suwon Samsung Bluewings Vainqueur de la coupe de Corée du Sud 2016 - Jeju United 3e de Corée du Sud en 2016 - Kashima Antlers Champion du Japon en 2016 et Vainqueur de la coupe du Japon 2016 - Urawa Red Diamonds 2e du Japon en 2016 - Kawasaki Frontale 3e du Japon en 2016 - Guangzhou Evergrande Champion de Chine et Vainqueur de la coupe de Chine en 2016 - Jiangsu Suning 2e du Chine en 2016 - Adélaïde United 1er de la saison régulière d'Australie en 2015-2016 - Western Sydney Wanderers Second de la saison régulière d'Australie en 2015-2016 - Muangthong United Champion de Thaïlande en 2016 - Eastern AA Champion de Hong Kong en 2015-2016 | - FC Séoul Champion de Corée du Sud en 2016 - Suwon Samsung Bluewings Vainqueur de la coupe de Corée du Sud 2016 - Jeju United 3e de Corée du Sud en 2016 - Kashima Antlers Champion du Japon en 2016 et Vainqueur de la coupe du Japon 2016 - Urawa Red Diamonds 2e du Japon en 2016 - Kawasaki Frontale 3e du Japon en 2016 - Guangzhou Evergrande Champion de Chine et Vainqueur de la coupe de Chine en 2016 - Jiangsu Suning 2e du Chine en 2016 - Adélaïde United 1er de la saison régulière d'Australie en 2015-2016 - Western Sydney Wanderers Second de la saison régulière d'Australie en 2015-2016 - Muangthong United Champion de Thaïlande en 2016 - Eastern AA Champion de Hong Kong en 2015-2016 | - FC Séoul Champion de Corée du Sud en 2016 - Suwon Samsung Bluewings Vainqueur de la coupe de Corée du Sud 2016 - Jeju United 3e de Corée du Sud en 2016 - Kashima Antlers Champion du Japon en 2016 et Vainqueur de la coupe du Japon 2016 - Urawa Red Diamonds 2e du Japon en 2016 - Kawasaki Frontale 3e du Japon en 2016 - Guangzhou Evergrande Champion de Chine et Vainqueur de la coupe de Chine en 2016 - Jiangsu Suning 2e du Chine en 2016 - Adélaïde United 1er de la saison régulière d'Australie en 2015-2016 - Western Sydney Wanderers Second de la saison régulière d'Australie en 2015-2016 - Muangthong United Champion de Thaïlande en 2016 - Eastern AA Champion de Hong Kong en 2015-2016 |
| Barrages | | | | | | | | | | | | | | | |
| - Al-Wahda 3e des Émirats arabes unis en 2015-2016 - Al-Fateh 5e d'Arabie saoudite en 2015-2016 - Esteghlal Téhéran 3e d'Iran en 2015-2016 - El-Jaish 2e du Qatar en 2015-2016 - Al-Sadd 3e du Qatar en 2015-2016 - Bunyodkor 2e d'Ouzbékistan en 2016 | - Al-Wahda 3e des Émirats arabes unis en 2015-2016 - Al-Fateh 5e d'Arabie saoudite en 2015-2016 - Esteghlal Téhéran 3e d'Iran en 2015-2016 - El-Jaish 2e du Qatar en 2015-2016 - Al-Sadd 3e du Qatar en 2015-2016 - Bunyodkor 2e d'Ouzbékistan en 2016 | - Al-Wahda 3e des Émirats arabes unis en 2015-2016 - Al-Fateh 5e d'Arabie saoudite en 2015-2016 - Esteghlal Téhéran 3e d'Iran en 2015-2016 - El-Jaish 2e du Qatar en 2015-2016 - Al-Sadd 3e du Qatar en 2015-2016 - Bunyodkor 2e d'Ouzbékistan en 2016 | - Al-Wahda 3e des Émirats arabes unis en 2015-2016 - Al-Fateh 5e d'Arabie saoudite en 2015-2016 - Esteghlal Téhéran 3e d'Iran en 2015-2016 - El-Jaish 2e du Qatar en 2015-2016 - Al-Sadd 3e du Qatar en 2015-2016 - Bunyodkor 2e d'Ouzbékistan en 2016 | - Al-Wahda 3e des Émirats arabes unis en 2015-2016 - Al-Fateh 5e d'Arabie saoudite en 2015-2016 - Esteghlal Téhéran 3e d'Iran en 2015-2016 - El-Jaish 2e du Qatar en 2015-2016 - Al-Sadd 3e du Qatar en 2015-2016 - Bunyodkor 2e d'Ouzbékistan en 2016 | - Al-Wahda 3e des Émirats arabes unis en 2015-2016 - Al-Fateh 5e d'Arabie saoudite en 2015-2016 - Esteghlal Téhéran 3e d'Iran en 2015-2016 - El-Jaish 2e du Qatar en 2015-2016 - Al-Sadd 3e du Qatar en 2015-2016 - Bunyodkor 2e d'Ouzbékistan en 2016 | - Al-Wahda 3e des Émirats arabes unis en 2015-2016 - Al-Fateh 5e d'Arabie saoudite en 2015-2016 - Esteghlal Téhéran 3e d'Iran en 2015-2016 - El-Jaish 2e du Qatar en 2015-2016 - Al-Sadd 3e du Qatar en 2015-2016 - Bunyodkor 2e d'Ouzbékistan en 2016 | - Al-Wahda 3e des Émirats arabes unis en 2015-2016 - Al-Fateh 5e d'Arabie saoudite en 2015-2016 - Esteghlal Téhéran 3e d'Iran en 2015-2016 - El-Jaish 2e du Qatar en 2015-2016 - Al-Sadd 3e du Qatar en 2015-2016 - Bunyodkor 2e d'Ouzbékistan en 2016 | - Ulsan Hyundai 4e de Corée du Sud en 2016 - Gamba Osaka 4e du Japon en 2016 - Shanghai SIPG 3e de Chine en 2016 - Shanghai Shenhua 4e de Chine en 2016 | - Ulsan Hyundai 4e de Corée du Sud en 2016 - Gamba Osaka 4e du Japon en 2016 - Shanghai SIPG 3e de Chine en 2016 - Shanghai Shenhua 4e de Chine en 2016 | - Ulsan Hyundai 4e de Corée du Sud en 2016 - Gamba Osaka 4e du Japon en 2016 - Shanghai SIPG 3e de Chine en 2016 - Shanghai Shenhua 4e de Chine en 2016 | - Ulsan Hyundai 4e de Corée du Sud en 2016 - Gamba Osaka 4e du Japon en 2016 - Shanghai SIPG 3e de Chine en 2016 - Shanghai Shenhua 4e de Chine en 2016 | - Ulsan Hyundai 4e de Corée du Sud en 2016 - Gamba Osaka 4e du Japon en 2016 - Shanghai SIPG 3e de Chine en 2016 - Shanghai Shenhua 4e de Chine en 2016 | - Ulsan Hyundai 4e de Corée du Sud en 2016 - Gamba Osaka 4e du Japon en 2016 - Shanghai SIPG 3e de Chine en 2016 - Shanghai Shenhua 4e de Chine en 2016 | - Ulsan Hyundai 4e de Corée du Sud en 2016 - Gamba Osaka 4e du Japon en 2016 - Shanghai SIPG 3e de Chine en 2016 - Shanghai Shenhua 4e de Chine en 2016 | - Ulsan Hyundai 4e de Corée du Sud en 2016 - Gamba Osaka 4e du Japon en 2016 - Shanghai SIPG 3e de Chine en 2016 - Shanghai Shenhua 4e de Chine en 2016 |
| Deuxième tour | | | | | | | | | | | | | | | |
| - Nasaf Qarshi 3e d'Ouzbékistan en 2016 - Al-Weehdat Champion de Jordanie en 2015-2016 - Bengaluru FC Champion d'Inde en 2016 - Al-Hidd Champion de Bahreïn en 2015-2016 | - Nasaf Qarshi 3e d'Ouzbékistan en 2016 - Al-Weehdat Champion de Jordanie en 2015-2016 - Bengaluru FC Champion d'Inde en 2016 - Al-Hidd Champion de Bahreïn en 2015-2016 | - Nasaf Qarshi 3e d'Ouzbékistan en 2016 - Al-Weehdat Champion de Jordanie en 2015-2016 - Bengaluru FC Champion d'Inde en 2016 - Al-Hidd Champion de Bahreïn en 2015-2016 | - Nasaf Qarshi 3e d'Ouzbékistan en 2016 - Al-Weehdat Champion de Jordanie en 2015-2016 - Bengaluru FC Champion d'Inde en 2016 - Al-Hidd Champion de Bahreïn en 2015-2016 | - Nasaf Qarshi 3e d'Ouzbékistan en 2016 - Al-Weehdat Champion de Jordanie en 2015-2016 - Bengaluru FC Champion d'Inde en 2016 - Al-Hidd Champion de Bahreïn en 2015-2016 | - Nasaf Qarshi 3e d'Ouzbékistan en 2016 - Al-Weehdat Champion de Jordanie en 2015-2016 - Bengaluru FC Champion d'Inde en 2016 - Al-Hidd Champion de Bahreïn en 2015-2016 | - Nasaf Qarshi 3e d'Ouzbékistan en 2016 - Al-Weehdat Champion de Jordanie en 2015-2016 - Bengaluru FC Champion d'Inde en 2016 - Al-Hidd Champion de Bahreïn en 2015-2016 | - Nasaf Qarshi 3e d'Ouzbékistan en 2016 - Al-Weehdat Champion de Jordanie en 2015-2016 - Bengaluru FC Champion d'Inde en 2016 - Al-Hidd Champion de Bahreïn en 2015-2016 | - Brisbane Roar 3e de la saison régulière d'Australie en 2015-2016 - Sukhothai FC Vainqueur de la coupe de Thaïlande 2016 - Bangkok United 2e de Thaïlande en 2016 - Kitchee SC Vainqueur du Barrage de Hong Kong en 2015-2016 - T&T Hanoi Champion du Viêt Nam en 2016 - Johor Darul Ta'zim Champion de Malaisie en 2016 - Yadanarbon FC Champion de Birmanie en 2016 | - Brisbane Roar 3e de la saison régulière d'Australie en 2015-2016 - Sukhothai FC Vainqueur de la coupe de Thaïlande 2016 - Bangkok United 2e de Thaïlande en 2016 - Kitchee SC Vainqueur du Barrage de Hong Kong en 2015-2016 - T&T Hanoi Champion du Viêt Nam en 2016 - Johor Darul Ta'zim Champion de Malaisie en 2016 - Yadanarbon FC Champion de Birmanie en 2016 | - Brisbane Roar 3e de la saison régulière d'Australie en 2015-2016 - Sukhothai FC Vainqueur de la coupe de Thaïlande 2016 - Bangkok United 2e de Thaïlande en 2016 - Kitchee SC Vainqueur du Barrage de Hong Kong en 2015-2016 - T&T Hanoi Champion du Viêt Nam en 2016 - Johor Darul Ta'zim Champion de Malaisie en 2016 - Yadanarbon FC Champion de Birmanie en 2016 | - Brisbane Roar 3e de la saison régulière d'Australie en 2015-2016 - Sukhothai FC Vainqueur de la coupe de Thaïlande 2016 - Bangkok United 2e de Thaïlande en 2016 - Kitchee SC Vainqueur du Barrage de Hong Kong en 2015-2016 - T&T Hanoi Champion du Viêt Nam en 2016 - Johor Darul Ta'zim Champion de Malaisie en 2016 - Yadanarbon FC Champion de Birmanie en 2016 | - Brisbane Roar 3e de la saison régulière d'Australie en 2015-2016 - Sukhothai FC Vainqueur de la coupe de Thaïlande 2016 - Bangkok United 2e de Thaïlande en 2016 - Kitchee SC Vainqueur du Barrage de Hong Kong en 2015-2016 - T&T Hanoi Champion du Viêt Nam en 2016 - Johor Darul Ta'zim Champion de Malaisie en 2016 - Yadanarbon FC Champion de Birmanie en 2016 | - Brisbane Roar 3e de la saison régulière d'Australie en 2015-2016 - Sukhothai FC Vainqueur de la coupe de Thaïlande 2016 - Bangkok United 2e de Thaïlande en 2016 - Kitchee SC Vainqueur du Barrage de Hong Kong en 2015-2016 - T&T Hanoi Champion du Viêt Nam en 2016 - Johor Darul Ta'zim Champion de Malaisie en 2016 - Yadanarbon FC Champion de Birmanie en 2016 | - Brisbane Roar 3e de la saison régulière d'Australie en 2015-2016 - Sukhothai FC Vainqueur de la coupe de Thaïlande 2016 - Bangkok United 2e de Thaïlande en 2016 - Kitchee SC Vainqueur du Barrage de Hong Kong en 2015-2016 - T&T Hanoi Champion du Viêt Nam en 2016 - Johor Darul Ta'zim Champion de Malaisie en 2016 - Yadanarbon FC Champion de Birmanie en 2016 | - Brisbane Roar 3e de la saison régulière d'Australie en 2015-2016 - Sukhothai FC Vainqueur de la coupe de Thaïlande 2016 - Bangkok United 2e de Thaïlande en 2016 - Kitchee SC Vainqueur du Barrage de Hong Kong en 2015-2016 - T&T Hanoi Champion du Viêt Nam en 2016 - Johor Darul Ta'zim Champion de Malaisie en 2016 - Yadanarbon FC Champion de Birmanie en 2016 |
| Premier tour | | | | | | | | | | | | | | | |
| Aucune équipe | Aucune équipe | Aucune équipe | Aucune équipe | Aucune équipe | Aucune équipe | Aucune équipe | Aucune équipe | - Global FC Champion de Philippines en 2016 - Tampines Rovers Vice-champion de Singapour en 2016 | - Global FC Champion de Philippines en 2016 - Tampines Rovers Vice-champion de Singapour en 2016 | - Global FC Champion de Philippines en 2016 - Tampines Rovers Vice-champion de Singapour en 2016 | - Global FC Champion de Philippines en 2016 - Tampines Rovers Vice-champion de Singapour en 2016 | - Global FC Champion de Philippines en 2016 - Tampines Rovers Vice-champion de Singapour en 2016 | - Global FC Champion de Philippines en 2016 - Tampines Rovers Vice-champion de Singapour en 2016 | - Global FC Champion de Philippines en 2016 - Tampines Rovers Vice-champion de Singapour en 2016 | - Global FC Champion de Philippines en 2016 - Tampines Rovers Vice-champion de Singapour en 2016 |

## Calendrier
| Nom                                             | Tirage au sort  | Date aller                                  | Date retour                      | Équipes participantes | Équipes restantes |
| Barrages                                        | Barrages        | Barrages                                    | Barrages                         | Barrages              | Barrages          |
| ----------------------------------------------- | --------------- | ------------------------------------------- | -------------------------------- | --------------------- | ----------------- |
| Premier tour                                    |                 | 24 janvier                                  | 24 janvier                       | 2                     | 1                 |
| Deuxième tour                                   |                 | 31 janvier                                  | 31 janvier                       | 11                    | 6                 |
| Troisième tour                                  |                 | 7 février                                   | 7 février                        | 16                    | 8                 |
| Phase de groupes                                |                 |                                             |                                  |                       |                   |
| Journées 1 et 4 Journées 2 et 5 Journées 3 et 6 |                 | 20-22 février 27 février-1ermars 13-15 mars | 10-12 avril 24-26 avril 8-10 mai | 32                    | 32 à 16           |
| Phase finale                                    |                 |                                             |                                  |                       |                   |
| Huitièmes de finale                             |                 | 22-24 mai                                   | 29-31 mai                        | 16                    | 16 à 8            |
| Quarts de finale                                |                 | 21-23 août                                  | 11-13 septembre                  | 8                     | 8 à 4             |
| Demi-finales                                    | 25-27 septembre | 16-18 octobre                               | 4                                | 4 à 2                 |                   |
| Finale                                          | 18 novembre     | 25 novembre                                 | 2                                | 2 à 1                 |                   |

## Barrages
Le classement de l'équipe de l'AFC détermine l'écart de la phase de qualification, qui se compose de trois manches (première ronde préliminaire, ronde préliminaire 2 et ronde préliminaire). Chaque match est joué sur un seul match, avec l'équipe de l'association de rang supérieur qui héberge le match. L'Extra-temps sont utilisés pour décider du vainqueur si nécessaire. Les vainqueurs de chaque égalité dans la ronde de barrage avancent à la phase de groupes pour joindre les 24 qualificatifs automatiques. Tous les perdants à chaque tour qui sont des associations avec seulement les emplacements de barrage entrent dans la phase de groupe de la Coupe de l'AFC 2017.
| Asie de l'Ouest | Asie de l'Ouest    | Asie de l'Ouest | Asie de l'Ouest | Asie de l'Ouest | Asie de l'Ouest | Asie de l'Ouest | Asie de l'Ouest |
| Club            | Score              | Club            |                 |                 |                 |                 |                 |
| Deuxième tour   | Deuxième tour      | Deuxième tour   | Deuxième tour   | Deuxième tour   | Deuxième tour   | Deuxième tour   | Deuxième tour   |
| --------------- | ------------------ | --------------- | --------------- | --------------- | --------------- | --------------- | --------------- |
| Al-Wehdat       | 2-1                | Bengaluru FC    |                 |                 |                 |                 |                 |
| Nasaf Qarshi    | 4-0                | Al-Hidd         |                 |                 |                 |                 |                 |
| Troisième tour  |                    |                 |                 |                 |                 |                 |                 |
| Al-Wahda        | 3-0                | Al-Wehdat       |                 |                 |                 |                 |                 |
| Al-Fateh        | 1-0                | Nasaf Qarshi    |                 |                 |                 |                 |                 |
| Esteghlal       | 0-0 (4-3 t. a. b.) | Al-Sadd         |                 |                 |                 |                 |                 |
| El-Jaish        | 0-0 (4-5 t. a. b.) | Bunyodkor       |                 |                 |                 |                 |                 |

| Asie de l'Est    | Asie de l'Est      | Asie de l'Est      | Asie de l'Est | Asie de l'Est | Asie de l'Est | Asie de l'Est | Asie de l'Est |
| Club             | Score              | Club               |               |               |               |               |               |
| Premier tour     | Premier tour       | Premier tour       | Premier tour  | Premier tour  | Premier tour  | Premier tour  | Premier tour  |
| ---------------- | ------------------ | ------------------ | ------------- | ------------- | ------------- | ------------- | ------------- |
| Global FC        | 2-0                | Tampines Rovers    |               |               |               |               |               |
| Deuxième tour    |                    |                    |               |               |               |               |               |
| Kitchee          | 3-2 a. p.          | Hà Nội T&T         |               |               |               |               |               |
| Bangkok United   | 1-1 (4-5 t. a. b.) | Johor Darul Ta'zim |               |               |               |               |               |
| Sukhothai        | 5-0                | Yadanarbon FC      |               |               |               |               |               |
| Brisbane Roar    | 6-0                | Global FC          |               |               |               |               |               |
| Troisième tour   |                    |                    |               |               |               |               |               |
| Ulsan Hyundai    | 1-1 (4-3 t. a. b.) | Kitchee            |               |               |               |               |               |
| Gamba Osaka      | 3-0                | Johor Darul Ta'zim |               |               |               |               |               |
| Shanghai SIPG    | 3-0                | Sukhothai          |               |               |               |               |               |
| Shanghai Shenhua | 0-2                | Brisbane Roar      |               |               |               |               |               |

### Premier tour
Région Est
| 24 janvier 2017 | Global FC                  | 2 - 0   | Tampines Rovers | Stade Rizal Memorial, Manille                |                                              |
| 19h30 UTC+8     | Azzawi 61e · Bahadoran 73e | (0 - 0) |                 | Spectateurs : 1 120 Arbitrage : Liu Kwok Man | Spectateurs : 1 120 Arbitrage : Liu Kwok Man |

### Deuxième tour
Région Ouest
| 31 janvier 2017 | Al-Wehdat                      | 2 - 1   | Bengaluru FC | Stade Roi Abdullah II, Amman                             |                                                          |
| 18h00 UTC+2     | Wridat 48e · Faisal 65e (pen.) | (0 - 0) | 68e Chhetri  | Spectateurs : 10 000 Arbitrage : Nagor Amir Noor Mohamed | Spectateurs : 10 000 Arbitrage : Nagor Amir Noor Mohamed |

| 31 janvier 2017 | Nasaf Qarshi                                            | 4 - 0   | Al-Hidd | Stade Bunyodkor, Tachkent                           |                                                     |
| 16h00 UTC+5     | Erkinov 16e · Golban 26e · Narzullaev 77e · Ćeran 90+1e | (2 - 0) |         | Spectateurs : 2 888 Arbitrage : Nivon Robesh Gamini | Spectateurs : 2 888 Arbitrage : Nivon Robesh Gamini |

Région Est
| 25 janvier 2017 | Kitchee SC                                   | 3 - 2 a. p. | Hà Nội T&T         | Hong Kong Stadium, Hong Kong                |                                             |
| 20h00 UTC+8     | Sandro 85e · Akande 109e · Lam Ka Wai 120+3e | (0 - 0)     | 73e 115e Marronkle | Spectateurs : 3 778 Arbitrage : Jumpei Iida | Spectateurs : 3 778 Arbitrage : Jumpei Iida |

| 31 janvier 2017 | Bangkok United                                                        | 1 - 1 a. p.       | Johor Darul Ta'zim                                 | Stade Thammasat, Bangkok                |                                         |
| 19h00 UTC+8     | Okwunwanne 120+1e                                                     | (0 - 0)           | 108e Rahim                                         | Spectateurs : 4 502 Arbitrage : Wang Di | Spectateurs : 4 502 Arbitrage : Wang Di |
| 19h00 UTC+8     | Winothai · Bošković · Ǵurovski · Macena · Okwunwanne · Ampaipitakwong | Tirs au but 4 - 5 | Rahim · António · Fadhli · Amirul · Hazwan · Nazmi | Spectateurs : 4 502 Arbitrage : Wang Di | Spectateurs : 4 502 Arbitrage : Wang Di |

| 31 janvier 2017 | Sukhothai FC                                                    | 5 - 0   | Yadanarbon FC | Stade Thung Thalay Luang, Sukhothaï          |                                              |
| 19h00 UTC+8     | Katano 11e · Lursan 16e · Adrović 61e (pen.) 74e · Weerasak 90e | (2 - 0) |               | Spectateurs : 4 865 Arbitrage : Kim Dong-jin | Spectateurs : 4 865 Arbitrage : Kim Dong-jin |

| 31 janvier 2017 | Brisbane Roar                            | 6 - 0   | Global FC | Suncorp Stadium, Brisbane                       |                                                 |
| 19h00 UTC+10    | Borrello 12e 26e 30e 80e · Arana 35e 65e | (4 - 0) |           | Spectateurs : 3 657 Arbitrage : Khamis Al-Marri | Spectateurs : 3 657 Arbitrage : Khamis Al-Marri |

### Troisième tour
Région Ouest
| 7 février 2017 | Al-Wahda                      | 3 - 0   | Al-Wehdat | Stade Al-Nahyan, Abou Dabi                      |                                                 |
| 20h15 UTC+4    | Rashed 2e · Tagliabué 24e 82e | (2 - 0) |           | Spectateurs : 10 061 Arbitrage : Jarred Gillett | Spectateurs : 10 061 Arbitrage : Jarred Gillett |

| 7 février 2017 | Al-Fateh   | 1 - 0   | Nasaf Qarshi | Stade Prince Abdullah bin Jalawi, Al-Hassa   |                                              |
| 18h00 UTC+3    | Ukra 45+1e | (1 - 0) |              | Spectateurs : 7 439 Arbitrage : Ko Hyung-jin | Spectateurs : 7 439 Arbitrage : Ko Hyung-jin |

| 7 février 2017 | Esteghlal Téhéran                                 | 0 - 0 a. p.       | Al-Sadd                                       | Stade Azadi, Téhéran                          |                                               |
| 19h00 UTC+3:30 |                                                   | (0 - 0)           |                                               | Spectateurs : 74 560 Arbitrage : Ahmed Al-Kaf | Spectateurs : 74 560 Arbitrage : Ahmed Al-Kaf |
| 19h00 UTC+3:30 | Rezaei · Ebrahimi · Ghorbani · Esmaeili · Heydari | Tirs au but 4 - 3 | Al-Haidos · Xavi · Majid · Kasola · Bounedjah | Spectateurs : 74 560 Arbitrage : Ahmed Al-Kaf | Spectateurs : 74 560 Arbitrage : Ahmed Al-Kaf |

| 7 février 2017 | El-Jaish                                 | 0 - 0 a. p.       | FC Bunyodkor                        | Stade Abdullah bin Khalifa, Doha                |                                                 |
| 18h15 UTC+3    |                                          | (0 - 0)           |                                     | Spectateurs : 1 150 Arbitrage : Adham Makhadmeh | Spectateurs : 1 150 Arbitrage : Adham Makhadmeh |
| 18h15 UTC+3    | Romarinho · Rashidov · Mothnani · Siddiq | Tirs au but 1 - 3 | Khamdamov · Ashurmatov · Shomurodov | Spectateurs : 1 150 Arbitrage : Adham Makhadmeh | Spectateurs : 1 150 Arbitrage : Adham Makhadmeh |

Région Est
| 7 février 2017 | Ulsan Hyundai                                                   | 1 - 1 a. p.       | Kitchee SC                                  | Stade d’Ulsan Munsu, Ulsan                             |                                                        |
| 19h30 UTC+9    | Kim Sung-hwan 45+1e                                             | (1 - 0)           | 47e Kim Bong-jin                            | Spectateurs : 2 843 Arbitrage : Hettikamkanamge Perera | Spectateurs : 2 843 Arbitrage : Hettikamkanamge Perera |
| 19h30 UTC+9    | Kovačec · Lee Ki-je · Lee Jong-ho · Lee Yeong-jae · Kim In-sung | Tirs au but 4 - 3 | Akande · Sandro · Vadócz · Hélio · Fernando | Spectateurs : 2 843 Arbitrage : Hettikamkanamge Perera | Spectateurs : 2 843 Arbitrage : Hettikamkanamge Perera |

| 7 février 2017 | Gamba Osaka                              | 3 - 0   | Johor Darul Ta'zim | Suita City Football Stadium, Suita                |                                                   |
| 19h00 UTC+9    | Ademilson 26e · Nagasawa 29e · Miura 70e | (2 - 0) |                    | Spectateurs : 8 149 Arbitrage : Turki Al-Khudhayr | Spectateurs : 8 149 Arbitrage : Turki Al-Khudhayr |

| 7 février 2017 | Shanghai SIPG                                   | 3 - 0   | Sukhothai | Stade de Shanghai, Shanghai                    |                                                |
| 19h30 UTC+8    | Oscar 33e · Elkeson 39e · Toopkhuntod 58e (csc) | (2 - 0) |           | Spectateurs : 25 860 Arbitrage : Muhammad Taqi | Spectateurs : 25 860 Arbitrage : Muhammad Taqi |

| 8 février 2017 | Shanghai Shenhua | 0 - 2   | Brisbane Roar         | Stade de Hongkou, Shanghai                          |                                                     |
| 19h45 UTC+8    |                  | (0 - 2) | 2e Borrello · 41e Oar | Spectateurs : 23 980 Arbitrage : Valentin Kovalenko | Spectateurs : 23 980 Arbitrage : Valentin Kovalenko |

## Phase de groupes

### Groupe A
| Rang | Équipe             | Pts | J | G | N | P | Bp | Bc | Diff |  | Résultats (▼ dom., ► ext.) |     |     |     |     |
| ---- | ------------------ | --- | - | - | - | - | -- | -- | ---- |  | -------------------------- | --- | --- | --- | --- |
| 1    | Al-Ahli            | 11  | 6 | 3 | 2 | 1 | 10 | 5  | +5   |  | Al-Ahli                    |     | 2-1 | 0-0 | 4-0 |
| 2    | Esteghlal Téhéran  | 11  | 6 | 3 | 2 | 1 | 10 | 5  | +5   |  | Esteghlal Téhéran          | 1-1 |     | 3-0 | 2-0 |
| 3    | Al-Taawoun         | 5   | 6 | 1 | 2 | 3 | 7  | 12 | -5   |  | Al-Taawoun                 | 1-3 | 1-2 |     | 1-0 |
| 4    | Lokomotiv Tachkent | 5   | 6 | 1 | 2 | 3 | 7  | 12 | -5   |  | Lokomotiv Tachkent         | 2-0 | 1-1 | 4-4 |     |

### Groupe B
| Rang | Équipe              | Pts | J | G | N | P | Bp | Bc | Diff |  | Résultats (▼ dom., ► ext.) |     |      |     |     |
| ---- | ------------------- | --- | - | - | - | - | -- | -- | ---- |  | -------------------------- | --- | ---- | --- | --- |
| 1    | Lekhwiya            | 14  | 6 | 4 | 2 | 0 | 15 | 6  | +9   |  | Lekhwiya                   |     | 2- 1 | 4-1 | 3-0 |
| 2    | Esteghlal Khuzestan | 9   | 6 | 2 | 3 | 1 | 6  | 5  | +1   |  | Esteghlal Khuzestan        | 1-1 |      | 1-0 | 1-1 |
| 3    | Al-Fateh            | 6   | 6 | 1 | 3 | 2 | 7  | 9  | -2   |  | Al-Fateh                   | 2-2 | 1-1  |     | 3-1 |
| 4    | Al-Jazira Club      | 2   | 6 | 0 | 2 | 4 | 3  | 11 | -8   |  | Al-Jazira Club             | 1-3 | 0-1  | 0-0 |     |

### Groupe C
| Rang | Équipe    | Pts | J | G | N | P | Bp | Bc | Diff |  | Résultats (▼ dom., ► ext.) |     |     |     |     |
| ---- | --------- | --- | - | - | - | - | -- | -- | ---- |  | -------------------------- | --- | --- | --- | --- |
| 1    | Al-Ain    | 12  | 6 | 3 | 3 | 0 | 14 | 7  | +7   |  | Al-Ain                     |     | 2-2 | 1-1 | 3-0 |
| 2    | Al-Ahli   | 11  | 6 | 3 | 2 | 1 | 10 | 7  | +3   |  | Al-Ahli                    | 2-2 |     | 2-0 | 2-0 |
| 3    | Zob Ahan  | 7   | 6 | 2 | 1 | 3 | 6  | 9  | -3   |  | Zob Ahan                   | 0-3 | 1-2 |     | 2-1 |
| 4    | Bunyodkor | 3   | 6 | 1 | 0 | 5 | 5  | 12 | -7   |  | Bunyodkor                  | 2-3 | 2-0 | 0-2 |     |

### Groupe D
| Rang | Équipe             | Pts | J | G | N | P | Bp | Bc | Diff |  | Résultats (▼ dom., ► ext.) |     |     |     |     |
| ---- | ------------------ | --- | - | - | - | - | -- | -- | ---- |  | -------------------------- | --- | --- | --- | --- |
| 1    | Al-Hilal           | 12  | 6 | 3 | 3 | 0 | 10 | 7  | +3   |  | Al-Hilal                   |     | 0-0 | 2-1 | 1-0 |
| 3    | Persépolis Téhéran | 9   | 6 | 2 | 3 | 1 | 9  | 8  | +1   |  | Persépolis Téhéran         | 1-1 |     | 0-0 | 4-2 |
| 2    | Al-Rayyan          | 7   | 6 | 2 | 1 | 3 | 10 | 13 | -3   |  | Al-Rayyan                  | 3-4 | 3-1 |     | 2-1 |
| 4    | Al-Wahda           | 4   | 6 | 1 | 1 | 4 | 12 | 13 | -1   |  | Al-Wahda                   | 2-2 | 2-3 | 5-1 |     |

### Groupe E
| Rang | Équipe            | Pts | J | G | N | P | Bp | Bc | Diff |  | Résultats (▼ dom., ► ext.) |     |     |     |     |
| ---- | ----------------- | --- | - | - | - | - | -- | -- | ---- |  | -------------------------- | --- | --- | --- | --- |
| 1    | Kashima Antlers   | 12  | 6 | 4 | 0 | 2 | 13 | 5  | +8   |  | Kashima Antlers            |     | 2-1 | 2-0 | 3-0 |
| 2    | Muangthong United | 11  | 6 | 3 | 2 | 1 | 7  | 3  | +4   |  | Muangthong United          | 2-1 |     | 1-0 | 3-0 |
| 3    | Ulsan Hyundai     | 7   | 6 | 2 | 1 | 3 | 9  | 9  | 0    |  | Ulsan Hyundai              | 0-4 | 0-0 |     | 6-0 |
| 4    | Brisbane Roar     | 4   | 6 | 1 | 1 | 4 | 4  | 16 | -12  |  | Brisbane Roar              | 2-1 | 0-0 | 2-3 |     |

### Groupe F
| Rang | Équipe                   | Pts | J | G | N | P | Bp | Bc | Diff |  | Résultats (▼ dom., ► ext.) |     |     |     |     |
| ---- | ------------------------ | --- | - | - | - | - | -- | -- | ---- |  | -------------------------- | --- | --- | --- | --- |
| 1    | Urawa Red Diamonds       | 12  | 6 | 4 | 0 | 2 | 18 | 7  | +11  |  | Urawa Red Diamonds         |     | 1-0 | 5-2 | 6-1 |
| 2    | Shanghai SIPG            | 12  | 6 | 4 | 0 | 2 | 15 | 9  | +6   |  | Shanghai SIPG              | 3-2 |     | 4-2 | 5-1 |
| 3    | FC Séoul                 | 6   | 6 | 2 | 0 | 4 | 10 | 15 | -5   |  | FC Séoul                   | 1-0 | 0-1 |     | 2-3 |
| 4    | Western Sydney Wanderers | 6   | 6 | 2 | 0 | 4 | 10 | 22 | -12  |  | Western Sydney Wanderers   | 0-4 | 3-2 | 2-3 |     |

### Groupe G
| Rang | Équipe                  | Pts | J | G | N | P | Bp | Bc | Diff |  | Résultats (▼ dom., ► ext.) |     |     |     |     |
| ---- | ----------------------- | --- | - | - | - | - | -- | -- | ---- |  | -------------------------- | --- | --- | --- | --- |
| 1    | Kawasaki Frontale       | 10  | 6 | 2 | 4 | 0 | 8  | 3  | +5   |  | Kawasaki Frontale          |     | 0-0 | 1-1 | 4-0 |
| 2    | Guangzhou Evergrande    | 10  | 6 | 2 | 4 | 0 | 18 | 5  | +13  |  | Guangzhou Evergrande       | 1-1 |     | 2-2 | 7-0 |
| 3    | Suwon Samsung Bluewings | 9   | 6 | 2 | 3 | 1 | 11 | 6  | +5   |  | Suwon Samsung Bluewings    | 0-1 | 2-2 |     | 5-0 |
| 4    | Eastern AA              | 1   | 6 | 0 | 1 | 5 | 1  | 24 | -23  |  | Eastern AA                 | 1-1 | 0-6 | 0-1 |     |

### Groupe H
| Rang | Équipe          | Pts | J | G | N | P | Bp | Bc | Diff |  | Résultats (▼ dom., ► ext.) |     |     |     |     |
| ---- | --------------- | --- | - | - | - | - | -- | -- | ---- |  | -------------------------- | --- | --- | --- | --- |
| 1    | Jiangsu Suning  | 15  | 6 | 5 | 0 | 1 | 9  | 3  | +6   |  | Jiangsu Suning             |     | 1-2 | 2-1 | 3-0 |
| 2    | Jeju United     | 10  | 6 | 3 | 1 | 2 | 12 | 9  | +3   |  | Jeju United                | 0-1 |     | 1-3 | 2-0 |
| 3    | Adélaïde United | 5   | 6 | 1 | 2 | 3 | 10 | 13 | -3   |  | Adélaïde United            | 0-1 | 3-3 |     | 0-3 |
| 4    | Gamba Osaka     | 4   | 6 | 1 | 1 | 4 | 7  | 13 | -6   |  | Gamba Osaka                | 0-1 | 1-4 | 3-3 |     |

## Phase finale

### Huitièmes de finale
| Équipe               | Aller           | Total           | Retour          | Équipe             |
| Asie de l'Ouest      | Asie de l'Ouest | Asie de l'Ouest | Asie de l'Ouest | Asie de l'Ouest    |
| -------------------- | --------------- | --------------- | --------------- | ------------------ |
| Esteghlal Téhéran    | 1 - 0           | 2 - 6           | 1 - 6           | Al Ain             |
| Al-Ahli              | 1 - 1           | 4 - 2           | 3 - 1           | Al-Ahli            |
| Esteghlal Khuzestan  | 1 - 2           | 2 - 4           | 1 - 2           | Al-Hilal           |
| Persépolis Téhéran   | 0 - 0           | 1 - 0           | 1 - 0           | Lekhwiya           |
| Asie de l'Est        |                 |                 |                 |                    |
| Muangthong United    | 1 - 3           | 2 - 7           | 1 - 4           | Kawasaki Frontale  |
| Guangzhou Evergrande | 1 - 0           | 2E - 2          | 1 - 2           | Kashima Antlers    |
| Shanghai SIPG        | 2 - 1           | 5 - 3           | 3 - 2           | Jiangsu Suning     |
| Jeju United          | 2 - 0           | 2 - 3           | 0 - 3           | Urawa Red Diamonds |

### Quarts de finale
| Équipe             | Aller           | Total           | Retour          | Équipe               |
| Asie de l'Ouest    | Asie de l'Ouest | Asie de l'Ouest | Asie de l'Ouest | Asie de l'Ouest      |
| ------------------ | --------------- | --------------- | --------------- | -------------------- |
| Al-Ain             | 0 - 0           | 0 - 3           | 0 - 3           | Al-Hilal             |
| Persépolis Téhéran | 2 - 2           | 5 - 3           | 3 - 1           | Al-Ahli              |
| Asie de l'Est      |                 |                 |                 |                      |
| Shanghai SIPG      | 4 - 0           | 5 – 5 5 - 4 tab | 1 - 5           | Guangzhou Evergrande |
| Kawasaki Frontale  | 3 - 1           | 4 - 5           | 1 - 4           | Urawa Red Diamonds   |

### Demi-finales
| Équipe          | Aller           | Total           | Retour          | Équipe             |
| Asie de l'Ouest | Asie de l'Ouest | Asie de l'Ouest | Asie de l'Ouest | Asie de l'Ouest    |
| --------------- | --------------- | --------------- | --------------- | ------------------ |
| Al-Hilal        | 4 - 0           | 6 - 2           | 2 - 2           | Persépolis Téhéran |
| Asie de l'Est   |                 |                 |                 |                    |
| Shanghai SIPG   | 1 - 1           | 1 - 2           | 0 - 1           | Urawa Red Diamonds |

- Région de l'Ouest-Asie :le champion Al-Hilal

- Région de l'Est-Asie :le champion Urawa Red Diamonds

### Finale
| 18 novembre 2017 | Al-Hilal    | 1 - 1 | Urawa Red Diamonds | Stade du Roi-Fahd, Riyad                         |                                                  |
| 19:15 UTC+3      | Kharbin 37e |       | 7e Rafael Silva    | Spectateurs : 59 136 Arbitrage : Adham Makhadmeh | Spectateurs : 59 136 Arbitrage : Adham Makhadmeh |
| 19:15 UTC+3      | Rapport     |       |                    | Spectateurs : 59 136 Arbitrage : Adham Makhadmeh | Spectateurs : 59 136 Arbitrage : Adham Makhadmeh |

| 25 novembre 2017 | Urawa Red Diamonds | 1 - 0 | Al-Hilal | Stade Saitama 2002, Saitama                      |                                                  |
| 19:15 UTC+9      | Rafael Silva 88e   |       |          | Spectateurs : 57 727 Arbitrage : Ravshan Irmatov | Spectateurs : 57 727 Arbitrage : Ravshan Irmatov |
| 19:15 UTC+9      | Rapport            |       |          | Spectateurs : 57 727 Arbitrage : Ravshan Irmatov | Spectateurs : 57 727 Arbitrage : Ravshan Irmatov |

### Tableau final
|  | Huitièmes de finale  | Huitièmes de finale  | Huitièmes de finale  | Huitièmes de finale  |                    |                    | Quarts de finale | Quarts de finale | Quarts de finale | Quarts de finale |  |  | Demi-finales | Demi-finales | Demi-finales | Demi-finales |  |  | Finale | Finale | Finale | Finale |
|  |                      |                      |                      |                      |                    |                    |                  |                  |                  |                  |  |  |              |              |              |              |  |  |        |        |        |        |
|  |                      |                      |                      |                      |                    |                    |                  |                  |                  |                  |  |  |              |              |              |              |  |  |        |        |        |        |
|  | Esteghlal Téhéran    | Esteghlal Téhéran    | 1                    | 1                    |                    |                    |                  |                  |                  |                  |  |  |              |              |              |              |  |  |        |        |        |        |
|  | Esteghlal Téhéran    | Esteghlal Téhéran    | 1                    | 1                    |                    |                    |                  |                  |                  |                  |  |  |              |              |              |              |  |  |        |        |        |        |
|  | Al-Ain               | Al-Ain               | 0                    | 6                    |                    |                    |                  |                  |                  |                  |  |  |              |              |              |              |  |  |        |        |        |        |
|  | Al-Ain               | Al-Ain               | 0                    | 6                    | Al-Ain             | Al-Ain             | 0                | 0                |                  |                  |  |  |              |              |              |              |  |  |        |        |        |        |
|  |                      |                      |                      |                      | Al-Ain             | Al-Ain             | 0                | 0                |                  |                  |  |  |              |              |              |              |  |  |        |        |        |        |
|  |                      |                      | Al-Hilal             | Al-Hilal             | 0                  | 3                  |                  |                  |                  |                  |  |  |              |              |              |              |  |  |        |        |        |        |
|  | Esteghlal Khuzestan  | Esteghlal Khuzestan  | Al-Hilal             | Al-Hilal             | 0                  | 3                  | 1                | 1                |                  |                  |  |  |              |              |              |              |  |  |        |        |        |        |
|  | Esteghlal Khuzestan  | Esteghlal Khuzestan  |                      |                      |                    |                    |                  | 1                |                  |                  |  |  |              |              |              |              |  |  |        |        |        |        |
|  | Al-Hilal             | Al-Hilal             | 2                    | 2                    |                    |                    |                  |                  |                  |                  |  |  |              |              |              |              |  |  |        |        |        |        |
|  | Al-Hilal             | Al-Hilal             | 2                    | 2                    | Al-Hilal           | Al-Hilal           | 4                | 2                |                  |                  |  |  |              |              |              |              |  |  |        |        |        |        |
|  |                      |                      |                      |                      | Al-Hilal           | Al-Hilal           | 4                | 2                |                  |                  |  |  |              |              |              |              |  |  |        |        |        |        |
|  |                      |                      | Persépolis Téhéran   | Persépolis Téhéran   | 0                  | 2                  |                  |                  |                  |                  |  |  |              |              |              |              |  |  |        |        |        |        |
|  | Persépolis Téhéran   | Persépolis Téhéran   | Persépolis Téhéran   | Persépolis Téhéran   | 0                  | 2                  | 0                | 1                |                  |                  |  |  |              |              |              |              |  |  |        |        |        |        |
|  | Persépolis Téhéran   | Persépolis Téhéran   |                      |                      |                    |                    |                  | 1                |                  |                  |  |  |              |              |              |              |  |  |        |        |        |        |
|  | Lekhwiya             | Lekhwiya             | 0                    | 0                    |                    |                    |                  |                  |                  |                  |  |  |              |              |              |              |  |  |        |        |        |        |
|  | Lekhwiya             | Lekhwiya             | 0                    | 0                    | Persépolis Téhéran | Persépolis Téhéran | 2                | 3                |                  |                  |  |  |              |              |              |              |  |  |        |        |        |        |
|  |                      |                      |                      |                      | Persépolis Téhéran | Persépolis Téhéran | 2                | 3                |                  |                  |  |  |              |              |              |              |  |  |        |        |        |        |
|  |                      |                      | Al-Ahli              | Al-Ahli              | 2                  | 1                  |                  |                  |                  |                  |  |  |              |              |              |              |  |  |        |        |        |        |
|  | Al-Ahli              | Al-Ahli              | Al-Ahli              | Al-Ahli              | 2                  | 1                  | 1                | 3                |                  |                  |  |  |              |              |              |              |  |  |        |        |        |        |
|  | Al-Ahli              | Al-Ahli              |                      |                      |                    |                    |                  | 3                |                  |                  |  |  |              |              |              |              |  |  |        |        |        |        |
|  | Al-Ahli              | Al-Ahli              | 1                    | 1                    |                    |                    |                  |                  |                  |                  |  |  |              |              |              |              |  |  |        |        |        |        |
|  | Al-Ahli              | Al-Ahli              | 1                    | 1                    | Al-Hilal           | Al-Hilal           | 1                | 0                |                  |                  |  |  |              |              |              |              |  |  |        |        |        |        |
|  |                      |                      |                      |                      | Al-Hilal           | Al-Hilal           | 1                | 0                |                  |                  |  |  |              |              |              |              |  |  |        |        |        |        |
|  |                      |                      | Urawa Red Diamonds   | Urawa Red Diamonds   | 1                  | 1                  |                  |                  |                  |                  |  |  |              |              |              |              |  |  |        |        |        |        |
|  | Shanghai SIPG        | Shanghai SIPG        | Urawa Red Diamonds   | Urawa Red Diamonds   | 1                  | 1                  | 2                | 3                |                  |                  |  |  |              |              |              |              |  |  |        |        |        |        |
|  | Shanghai SIPG        | Shanghai SIPG        |                      |                      |                    |                    |                  | 3                |                  |                  |  |  |              |              |              |              |  |  |        |        |        |        |
|  | Jiangsu Suning       | Jiangsu Suning       | 1                    | 2                    |                    |                    |                  |                  |                  |                  |  |  |              |              |              |              |  |  |        |        |        |        |
|  | Jiangsu Suning       | Jiangsu Suning       | 1                    | 2                    | Shanghai SIPG      | Shanghai SIPG      | 4                | 1 (5)            |                  |                  |  |  |              |              |              |              |  |  |        |        |        |        |
|  |                      |                      |                      |                      | Shanghai SIPG      | Shanghai SIPG      | 4                | 1 (5)            |                  |                  |  |  |              |              |              |              |  |  |        |        |        |        |
|  |                      |                      | Guangzhou Evergrande | Guangzhou Evergrande | 0                  | 5 (4)              |                  |                  |                  |                  |  |  |              |              |              |              |  |  |        |        |        |        |
|  | Guangzhou Evergrande | Guangzhou Evergrande | Guangzhou Evergrande | Guangzhou Evergrande | 0                  | 5 (4)              | 1                | 1E               |                  |                  |  |  |              |              |              |              |  |  |        |        |        |        |
|  | Guangzhou Evergrande | Guangzhou Evergrande |                      |                      |                    |                    |                  | 1E               |                  |                  |  |  |              |              |              |              |  |  |        |        |        |        |
|  | Kashima Antlers      | Kashima Antlers      | 0                    | 2                    |                    |                    |                  |                  |                  |                  |  |  |              |              |              |              |  |  |        |        |        |        |
|  | Kashima Antlers      | Kashima Antlers      | 0                    | 2                    | Shanghai SIPG      | Shanghai SIPG      | 1                | 0                |                  |                  |  |  |              |              |              |              |  |  |        |        |        |        |
|  |                      |                      |                      |                      | Shanghai SIPG      | Shanghai SIPG      | 1                | 0                |                  |                  |  |  |              |              |              |              |  |  |        |        |        |        |
|  |                      |                      | Urawa Red Diamonds   | Urawa Red Diamonds   | 1                  | 1                  |                  |                  |                  |                  |  |  |              |              |              |              |  |  |        |        |        |        |
|  | Muangthong United    | Muangthong United    | Urawa Red Diamonds   | Urawa Red Diamonds   | 1                  | 1                  | 1                | 1                |                  |                  |  |  |              |              |              |              |  |  |        |        |        |        |
|  | Muangthong United    | Muangthong United    |                      |                      |                    |                    |                  | 1                |                  |                  |  |  |              |              |              |              |  |  |        |        |        |        |
|  | Kawasaki Frontale    | Kawasaki Frontale    | 3                    | 4                    |                    |                    |                  |                  |                  |                  |  |  |              |              |              |              |  |  |        |        |        |        |
|  | Kawasaki Frontale    | Kawasaki Frontale    | 3                    | 4                    | Kawasaki Frontale  | Kawasaki Frontale  | 3                | 1                |                  |                  |  |  |              |              |              |              |  |  |        |        |        |        |
|  |                      |                      |                      |                      | Kawasaki Frontale  | Kawasaki Frontale  | 3                | 1                |                  |                  |  |  |              |              |              |              |  |  |        |        |        |        |
|  |                      |                      | Urawa Red Diamonds   | Urawa Red Diamonds   | 1                  | 4                  |                  |                  |                  |                  |  |  |              |              |              |              |  |  |        |        |        |        |
|  | Jeju United          | Jeju United          | Urawa Red Diamonds   | Urawa Red Diamonds   | 1                  | 4                  | 2                | 0                |                  |                  |  |  |              |              |              |              |  |  |        |        |        |        |
|  | Jeju United          | Jeju United          |                      |                      |                    |                    |                  | 0                |                  |                  |  |  |              |              |              |              |  |  |        |        |        |        |
|  | Urawa Red Diamonds   | Urawa Red Diamonds   | 0                    | 3ap                  |                    |                    |                  |                  |                  |                  |  |  |              |              |              |              |  |  |        |        |        |        |
|  | Urawa Red Diamonds   | Urawa Red Diamonds   | 0                    | 3ap                  |                    |                    |                  |                  |                  |                  |  |  |              |              |              |              |  |  |        |        |        |        |
|  |                      |                      |                      |                      |                    |                    |                  |                  |                  |                  |  |  |              |              |              |              |  |  |        |        |        |        |

## Classements annexes

### Buteurs
| Rang | Nom              | Équipe               | Buts |
| 1    | Omar Kharbin     | Al-Hilal             | 10   |
| 2    | Hulk             | Shanghai SIPG        | 9    |
| 2    | Rafael Silva     | Urawa Red Diamonds   | 9    |
| 4    | Omar Abdulrahman | Al-Ain               | 7    |
| 4    | Alan             | Guangzhou Evergrande | 7    |
| 4    | Carlos Eduardo   | Al-Hilal             | 7    |
| 4    | Ricardo Goulart  | Guangzhou Evergrande | 7    |
| 4    | Mehdi Taremi     | Persépolis Téhéran   | 7    |
| 9    | Yu Kobayashi     | Kawasaki Frontale    | 6    |
| 9    | Kaveh Rezaei     | Esteghlal Téhéran    | 6    |